# Birjan
Birjan(mađ. Birján) je selo u južnoj Mađarskoj.
Zauzima površinu od 9,07 km četvornih.

## Zemljopisni položaj
Nalazi se na 45° 59' 52" sjeverne zemljopisne širine i 18° 22' 29" istočne zemljopisne dužine. Lotar je 1 km zapadno, Peterda je 1,5 km jugozapadno, Devčar je 3 km južno, Racpetra je 4,5 km južno, Kaša je 4 km jugoistočno, Belvar je 3 km istočno-jugoistočno, Olas je 2 km sjeveroistočno, Surdukinj (Surgetin) je 5 km istočno, Ašađ je 2,5 km sjever-sjeveroistočno, Šaroš je 3 km sjeverozapadno.

## Upravna organizacija
Upravno pripada Pečuškoj mikroregiji u Baranjskoj županiji. Poštanski broj je 7747.

## Povijest
Područje je bilo naseljeno još u brončano doba.
1295. se ovdje nalaze pavlini.
U povijesnim dokumentima se nalazio i pod imenima Beran i Berand.
1696. su u ove krajeve doselili bošnjački Hrvati.
1930. je Birjan imao 356 Mađara, 105 Nijemaca, 1 Tota (vjerojatno označava Slovaka, no moguće je i da se radilo o Hrvatu) i 95 Hrvata te 10 ostalih.

## Stanovništvo
Birjan ima 444 stanovnika (2001.), među njima i Hrvata.
U Birjanu djeluje jedinica hrvatske manjinske samouprave. Pored bošnjačkih, ima i šokačkih Hrvata (seoski Šokci, falusi sokacok).

## Vanjske poveznice
- Birjan na fallingrain.com